# Gymnotus henni
Gymnotus henni är en fiskart som beskrevs av Albert, Crampton och Maldonado-ocampo 2003. Gymnotus henni ingår i släktet Gymnotus och familjen Gymnotidae. Inga underarter finns listade i Catalogue of Life.